# Guido Caprino
Guido Caprino (Taormina, 3 de janeiro de 1973) é um ator italiano.

## Filmografia parcial
- I Vicerè (2007)
- Medicina generale (TV, 2007)
- Amiche mie (TV, 2008)
- The White Space (2009)
- Il commissario Manara (TV, 2009 – 2011)
- Noi credevamo (2010)
- In Treatment (TV, 2013)
- 1992 (TV, 2015)
- Belos Sonhos (2016)
- Medici: Masters of Florence (TV, 2016)
- O Formidável (2017)
- O Milagre (TV, 2018)
- 1994 (TV, 2019)